# Pangasius sabahensis
Pangasius sabahensis ist eine Fischart aus der Gattung Pangasius innerhalb der Familie der Haiwelse. 

## Merkmale
Pangasius sabahensis weist den typischen Körperbau der Haiwelse auf. Der Kopf ist breit abgerundet mit langer Schnauze und großen Nasenöffnungen. Im großen Maul ist die Zahnplatte am Zwischenkieferbein sichtbar. Die Augen sitzen seitlich, knapp unterhalb der Körpermitte. Die Barteln an Unter- und Oberkiefer sind lang. Der Körper ist kräftig gebaut mit einer Länge von bis zu 34 cm. Kopf und Körper sind himmelblau-grau mit silbriggrauen Flanken und blassem Bauch. Die Flossen sind gelblich bis weiß.
Die Rückenflosse trägt zwei Hartstrahlen, von denen der erste kurz und der zweite lang und schlank ist und sechs bis sieben Weichstrahlen. Die Brustflossen tragen einen Hart- und neun bis zwölf Weichstrahlen, die Bauchflossen sechs und die Afterflosse 24 bis 32 Weichstrahlen. Die Fettflosse ist groß, die Schwanzflosse klein.
Die Kiemenreuse trägt am ersten Bogen 19 bis 23 kurze Strahlen. Die Schwimmblase ist zweikammrig. 

## Lebensweise und Vorkommen
Pangasius sabahensis besiedelt das Gebiet der Flussmündung. Die Art ist omnivor, wobei mit dem Alter eine zunehmende Tendenz zum Fressen von Fisch besteht.
Sie ist nur aus dem Kinabatangan in Nord-Borneo im malayischen Bundesstaat Sabah bekannt und teilt ihr Verbreitungsgebiet mit den Arten Pseudolais micronemus und Pangasius kinabatanganensis.